# Ordenstag
Der Ordenstag wird durch die Ordensstatuten oder anderen gesetzlichen Grundlagen festgelegt und wird somit zum Feiertag oder Gedenktag eines Ordens.
Zwei Ordenstage sind nicht außergewöhnlich, eine größere Anzahl Tage ist jedoch selten. Der Tag war und wird durch den Stiftungstag, durch den Heiligenverehrungstag oder sonstigen nationalen Feiertag, wie Geburtstag des Staatsoberhauptes, Gewinn einer Kriegsschlacht beziehungsweise Staatsgründungstag datiert. Bestimmte Rituale an diesem Tag, welche häufig vom Stiftungdatum beginnend werden über die Dauer der Gültigkeit eines Ordens feierlich wiederholt. Sie sind fester Bestandteil und Pflicht für die Ordensträger. Hier steht an erster Stelle die Vergabe des Ordens oder die Aufnahme neuer Mitglieder in die Gemeinschaft bei weltlichen oder geistlichen Orden. Religiöse Rituale oder militärische Zeremonien je nach Ordensart (Zivilorden, Militärorden) mit gemeinsamen Feierlichkeiten (gemeinsames Essen) füllen den Tag. Wenn eine Ordenskleidung oder Zeremoniekleidung festgelegt war oder ist, muss der Tag durch das Tragen derselben gewürdigt werden. Verstöße können ehrenhalber oder finanziell geahndet werden.
Selten sind Veränderungen des einmal festgelegten Ordenstages erfolgt. Viele Änderungen lassen sich durch die Kalenderreformen erklären.

## Kalender der Ordenstage
- 17. Januar
  - Oldenburgischer Haus- und Verdienstorden des Herzogs Peter Friedrich Ludwig
- 28. Januar
  - Orden Karls XIII.
- 17. März
  - Order of Saint Patrick  (Saint Patrick’s Day)
- 3. Mai
  - Sternkreuzorden
- 30. Mai
  - Ferdinandsorden
- ein Montag im Juni
  - Hosenbandorden („Garter-Day“)
- 4. Juni
  - Finnischer Orden des Freiheitskreuzes
- 20. Juni
  - Royal Victorian Order (Tag der Thronbesteigung von Königin Victoria)
- 11. Juli
  - Schwarzer Adlerorden (Geburtstag Friedrich I. (Preußen))
- Sonntag nach Michaelis (29. September)
  - Orden der Narren
- 14. September
  - Sternkreuzorden
- 18. Oktober
  - Hausorden vom Weißen Falken
- 20. Oktober
  - Order of the Bath
- 3. November
  - Hubertusorden
- 11. November
  - Virtuti Militari (ab 1933, zuvor am 3. Mai)
- 16. November
  - Orden von Chula Chom Klao
- 19. November
  - Elisabeth-Theresien-Orden
- 30. November
  - Distelorden
  - Orden des Heiligen Andreas des Erstberufenen
  - Orden vom Goldenen Vlies
- 6. Dezember
  - Finnischer Orden der Weißen Rose (Finnlands Unabhängigkeitstag)
  - Orden des Löwen von Finnland